# اسکار آیزاک
اسکار آیزاک هرناندز استرادا (انگلیسی: Óscar Isaac Hernández Estrada؛ زادهٔ ۹ مارس ۱۹۷۹) بازیگر آمریکایی است. او برای تنوع در نقش‌هایش و سهمی که در اصلاح تصویر لاتین تبارها در هالیوود داشته، شهرت دارد. آیزاک در سال ۲۰۱۷ از سوی ونتی فر به‌عنوان بهترین بازیگر نسل خود و در سال ۲۰۲۰ از سوی نیویورک تایمز به عنوان یکی از ۲۵ بازیگر برتر قرن بیست و یکم انتخاب شد. مجلهٔ تایم در سال ۲۰۱۶ از او به‌عنوان یکی از ۱۰۰ شخص تأثیرگذار در جهان یاد کرد. افتخارات او شامل یک جایزهٔ گلدن گلوب و یک جایزهٔ هیئت ملی بازبینی می‌شود.
آیزاک در گواتمالا به دنیا آمد و در همان زمان با خانواده‌اش به ایالات متحده نقل مکان کرد. در نوجوانی به یک گروه پانک پیوست، در نمایش‌ها به روی صحنه رفت و اولین فیلم خود را با نقشی مکمل ایفا کرد. آیزاک که فارغ‌التحصیل مدرسه جولیارد بود، در بیشتر سال‌های دههٔ ۲۰۰۰ یک بازیگر کاراکتر در فیلم‌ها بود. اولین نقش بلند او یوسف در درام دینی داستان تولد (۲۰۰۶) بود و برای به تصویر کشیدن خوزه راموس در فیلم استرالیایی بالیبو (۲۰۰۹) جایزهٔ اکتای بهترین بازیگر نقش مکمل مرد را دریافت کرد. آیزاک برای بازی در نقش مکمل رابین هود (۲۰۱۰) و رانندگی (۲۰۱۱) کمی شناخته شد و نقش برجستهٔ او در درام موزیکال درون لوین دیویس (۲۰۱۳) حاصل شد که در آن نقش لوین دیویس را ایفا می‌کند و برایش نامزد دریافت جایزهٔ گلدن گلوب شد.
حرفهٔ آیزاک با بازی در نقش‌های اصلی درام جنایی خشن‌ترین سال (۲۰۱۴)، تریلر اکس ماکینا (۲۰۱۵) و فیلم ابرقهرمانی مردان ایکس: آپوکالیپس (۲۰۱۶) ترقی یافت. او برای بازی در نقش پو دامرون در سه‌گانهٔ دنبالهٔ جنگ ستارگان (۲۰۱۵–۲۰۱۹) به یک ستارهٔ جهانی تبدیل شد. آیزاک در درام تاریخی عملیات نهایی (۲۰۱۸)، فیلم‌های علمی تخیلی نابودی (۲۰۱۸) و تلماسه (۲۰۲۱)، و درام جنایی شمارندهٔ کارت (۲۰۲۱) ایفای نقش کرده‌است. او در تلویزیون نقش اصلی سه مینی‌سریال را بر عهده داشته‌است؛ به من یک قهرمان نشان بده (۲۰۱۵) که برایش برندهٔ جایزهٔ گلدن گلوب شد، صحنه‌هایی از یک ازدواج (۲۰۲۱) و شوالیهٔ ماه (۲۰۲۲) از دنیای سینمایی مارول. نقش‌های او در تئاتر شامل رومئو و ژولیت (۲۰۰۷) و هملت (۲۰۱۷) می‌شود.

## زندگی شخصی

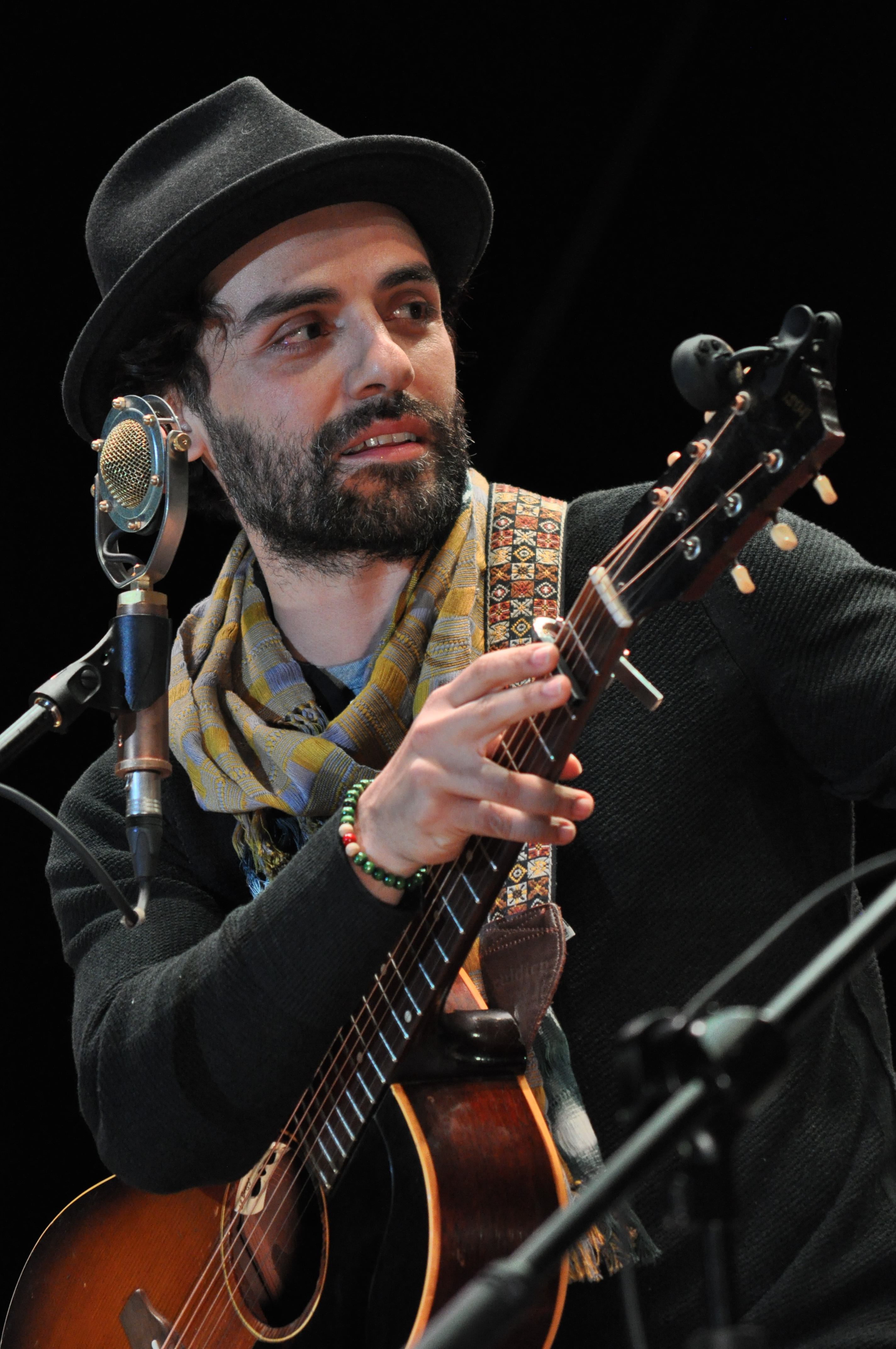
تصویری گیتار به دست از اسکار آیزاک

اسکار آیزاک در شهر گواتمالا، از مادری گواتمالایی و پدری کوبایی متولد شد، و همچنین از طریق پدربزرگش ریشه فرانسوی دارد. او یک خواهر بزرگتر و یک برادر کوچکتر از خود دارد. خانواده آیزاک در پنج ماهگی او به ایالات متحده مهاجرت کردند و او در میامی، فلوریدا بزرگ شد.

آیزاک خواننده و نوازنده گیتار ماهری است که از دوازده سالگی نواخته‌است و در حالی که در میامی بود، گیتاریست و خواننده اصلی گروه ska-punk The Blinking Underdogs بود. آیزاک پس از پذیرفته شدن در مدرسه بازیگری معتبر  جولیارد نیویورک در سال ۲۰۰۱، موسیقی را کنار گذاشت و در حالی که در آنجا دانشجو بود، اولین فیلم خود را به نام «همه چیز دربارهٔ بنیامین» (۲۰۰۲) بازی کرد.
او در سال ۲۰۱۲ با الویرا لیند کارگردان دانمارکی آشنا شد و در فوریه ۲۰۱۷ با او ازدواج کرد. آنها دو پسر دارند: یوجین، متولد آوریل ۲۰۱۷ و مدس متولد اکتبر ۲۰۱۹.

او به دو زبان انگلیسی و اسپانیایی مسلط است.

## فیلم‌شناسی

### فیلم
| سال  | نام فیلم                            | نقش                             |
| ---- | ----------------------------------- | ------------------------------- |
| ۱۹۹۶ | Illtown                             | pool boy                        |
| ۲۰۰۲ | همه چیز دربارهٔ بنجامین              | فرانچسکو                        |
| ۲۰۰۴ | Lenny the Wonder Dog                | Detective Fartman               |
| ۲۰۰۶ | پلوتونیوم-۲۳۹                       | شیو                             |
| ۲۰۰۶ | داستان تولد                         | جوزف                            |
| ۲۰۰۷ | زندگی قبل از چشمان او               | مارکوس                          |
| ۲۰۰۸ | چه                                  | مترجم چه گوارا                  |
| ۲۰۰۸ | یک مشت دروغ                         | بسام                            |
| ۲۰۰۹ | آگورا                               | اورستس                          |
| ۲۰۰۹ | Balibo (film)                       | خوزه راموس هورتا                |
| ۲۰۱۰ | رابین هود                           | جان، پادشاه انگلستان            |
| ۲۰۱۱ | مشت ناگهانی                         | جونر                            |
| ۲۰۱۱ | دابلیو.ئی.                          | Evgeni                          |
| ۲۰۱۱ | ۱۰ سال                              | ریوز                            |
| ۲۰۱۱ | رانندگی                             | گابریل                          |
| ۲۰۱۲ | برای شکوه بزرگتر                    | ویکتوریانو رامیرز               |
| ۲۰۱۲ | انتقام جولی!                        | سسیل                            |
| ۲۰۱۲ | عقب‌نشینی نمی‌کنم                     | مایکل پری                       |
| ۲۰۱۲ | میراث بورن                          | Outcome No. 3                   |
| ۲۰۱۳ | درون لوین دیویس                     | لوین دیویس                      |
| ۲۰۱۳ | مخفیانه                             | لورنت                           |
| ۲۰۱۴ | دو چهره ماه ژانویه (فیلم)           | ریدال کینر                      |
| ۲۰۱۴ | تیکی تاکی (فیلم کوتاه)              | لوشن                            |
| ۲۰۱۴ | یک سال بسیار خشن                    | ابل مورالس                      |
| ۲۰۱۵ | فراماشین                            | نیتن بیتمن                      |
| ۲۰۱۵ | موهاوی                              | جان جکسون                       |
| ۲۰۱۵ | جنگ ستارگان: نیرو برمی‌خیزد          | پو دمرون                        |
| ۲۰۱۶ | مردان ایکس: آپوکالیپس               | En Sabah Nur / Apocalypse       |
| ۲۰۱۶ | قول(promise)                        | میکائیل بوغوسیان                |
| ۲۰۱۷ | Lightningface                       | بسیل                            |
| ۲۰۱۷ | سابربیکن                            | باد کوپر                        |
| ۲۰۱۷ | جنگ ستارگان: آخرین جدای             | پو دمرون                        |
| ۲۰۱۸ | نابودی                              | کین                             |
| ۲۰۱۸ | عملیات نهایی                        | پیتر                            |
| ۲۰۱۸ | بر دروازه ابدیت                     | پاول                            |
| ۲۰۱۸ | خود زندگی                           | ویل دمپسی                       |
| ۲۰۱۸ | مرد عنکبوتی: به درون دنیای عنکبوتی  | Miguel O'Hara / Spider-Man 2099 |
| ۲۰۱۹ | مرز سه‌گانه                          | سانتیاگو گارسیا                 |
| ۲۰۱۹ | خانواده آدامز                       | گومز آدامز                      |
| ۲۰۱۹ | جنگ ستارگان: خیزش اسکای‌واکر         | پو دمرون                        |
| ۲۰۲۰ | The Letter Room (فیلم کوتاه)        | ریچارد                          |
| ۲۰۲۱ | شمارنده کارت                        | ویلیام تل                       |
| ۲۰۲۱ | خانواده آدامز ۲                     | گومز آدامز                      |
| ۲۰۲۱ | تلماسه                              | دوک لتو اتریدس                  |
| ۲۰۲۱ | آجر بزرگ طلایی                      | انسلم                           |
| ۲۰۲۲ | مرد عنکبوتی: در میان دنیای عنکبوتی  | میگل اوهارا / مردعنکبوتی ۲۰۹۹   |
| TBA  | مرد عنکبوتی: فراتر از دنیای عنکبوتی | میگل اوهارا / مردعنکبوتی ۲۰۹۹   |
| TBA  | در دست دانته                        | نیک توشس / دانته آلیگیری        |
| TBA  | فرانکشتاین                          | ویکتور فرانکنشتاین              |

| به آثاری اشاره دارد که در حال حاضر منتشر نشده‌اند | به آثاری اشاره دارد که در حال حاضر منتشر نشده‌اند |

### سریال
| سال       | عنوان                 | نقش                                                       |
| --------- | --------------------- | --------------------------------------------------------- |
| ۲۰۰۶      | نظم و قانون           | رابی پالسون                                               |
| ۲۰۱۵      | Show Me a Hero        | نیک                                                       |
| ۲۰۱۸–۲۰۱۹ | جنگ ستارگان مقاومت    | پو دمرون (صداپیشه)                                        |
| ۲۰۲۱      | صحنه‌هایی از یک ازدواج | جاناتان                                                   |
| ۲۰۲۲      | شوالیه ماه            | مارک اسپکتور(شوالیه ماه)/استیون گرنت(مستر نایت)/جیک لاکلی |

## جوایز و نامزدی‌ها
| سال  | نام جایزه                                                      | رده                                                            | اثر                                 | نتیجه     | Ref.   |
| ---- | -------------------------------------------------------------- | -------------------------------------------------------------- | ----------------------------------- | --------- | ------ |
| ۲۰۰۹ | (AACTA Awards)جوایز هنرهای سینمایی و تلویزیونی آکادمی استرالیا | بهترین بازیگر نقش مکمل مرد                                     | Balibo                              | برنده     |        |
| ۲۰۰۹ | جوایز منتقدان فیلم استرالیا                                    | بهترین بازیگر نقش مکمل مرد                                     | Balibo                              | نامزدشده  |        |
| ۲۰۱۲ | (ALMA Award)جایزه هنرهای رسانه ای لاتین آمریکایی               | بهترین بازیگر نقش مکمل مرد                                     | برای شکوه بزرگتر                    | نامزدشده  |        |
| ۲۰۱۳ | جوایز گاتهام                                                   | بهترین بازیگر نقش اول مرد                                      | درون لوین دیویس                     | نامزدشده  | [ ۳ ]  |
| ۲۰۱۳ | فستیوال بین‌المللی فیلم همپتون                                  | Breakthrough Performer(اجرای غیرمنتظره)                        | درون لوین دیویس                     | برنده     |        |
| ۲۰۱۳ | Cinephile انجمن بین‌المللی                                      | بهترین بازیگر                                                  | درون لوین دیویس                     | برنده     | [ ۴ ]  |
| ۲۰۱۳ | انجمن منتقدان فیلم تورنتو                                      | بهترین بازیگر                                                  | درون لوین دیویس                     | برنده     |        |
| ۲۰۱۳ | Cinephile انجمن بین‌المللی                                      | بهترین گروه بازیگری                                            | درون لوین دیویس                     | برنده     | [ ۴ ]  |
| ۲۰۱۳ | جایزه انجمن ملی منتقدان فیلم                                   | بهترین بازیگر                                                  | درون لوین دیویس                     | برنده     | [ ۵ ]  |
| ۲۰۱۳ | انجمن منتقدان فیلم سن دیگو                                     | بهترین بازیگر                                                  | درون لوین دیویس                     | برنده     |        |
| ۲۰۱۳ | جایزه منتقدین فیلم ونکوور                                      | بهترین بازیگر                                                  | درون لوین دیویس                     | برنده     |        |
| ۲۰۱۳ | جوایز امپایر                                                   | بهترین بازیگر                                                  | درون لوین دیویس                     | نامزدشده  |        |
| ۲۰۱۳ | جوایز منتقدین فیلم شیکاگو                                      | بهترین بازیگر                                                  | درون لوین دیویس                     | نامزدشده  |        |
| ۲۰۱۳ | حلقه منتقدین فیلم جورجیا                                       | بهترین بازیگر                                                  | درون لوین دیویس                     | نامزدشده  |        |
| ۲۰۱۳ | جایزه گلدن گلوب                                                | بهترین بازیگر نقش اول مرد                                      | درون لوین دیویس                     | نامزدشده  |        |
| ۲۰۱۳ | جایزه ایندیپندنت اسپریت                                        | بهترین بازیگر نقش اول مرد                                      | درون لوین دیویس                     | نامزدشده  | [ ۶ ]  |
| ۲۰۱۳ | جایزه ساترن                                                    | بهترین بازیگر                                                  | درون لوین دیویس                     | نامزدشده  | [ ۷ ]  |
| ۲۰۱۳ | حلقه منتقدان فیلم نیویورک                                      | بهترین بازیگر                                                  | درون لوین دیویس                     | نامزدشده  |        |
| ۲۰۱۳ | انجمن منتقدان فیلم آنلاین                                      | بهترین بازیگر                                                  | درون لوین دیویس                     | نامزدشده  |        |
| ۲۰۱۴ | جایزه شورای ملی بازبینی                                        | بهترین بازیگر                                                  | یک سال بسیار خشن                    | برنده     | [ ۸ ]  |
| ۲۰۱۴ | جایزه فیلم‌های مستقل گاتهام                                     | بهتربن بازیگر                                                  | یک سال بسیار خشن                    | نامزدشده  |        |
| ۲۰۱۴ | جایزه انجمن منتقدان فیلم منطقه واشینگتن دی سی                  | بهترین بازیگر                                                  | یک سال بسیار خشن                    | نامزدشده  |        |
| ۲۰۱۵ | حلقه منتقدان فیلم فلوریدا                                      | بهترین بازیگر نقش مکمل مرد                                     | فراماشین                            | برنده     | [ ۹ ]  |
| ۲۰۱۵ | انجمن منتقدان فیلم آنلاین                                      | بهترین بازیگر نقش مکمل مرد                                     | فراماشین                            | برنده     |        |
| ۲۰۱۵ | انجمن منتقدان فیلم سن دیگو                                     | بهترین بازیگر نقش مکمل مرد                                     | فراماشین                            | برنده     |        |
| ۲۰۱۵ | انجمن منتقدان فیلم آستین                                       | بهترین بازیگر نقش مکمل مرد                                     | فراماشین                            | نامزدشده  |        |
| ۲۰۱۵ | انجمن منتقدان فیلم دیترویت                                     | بهترین بازیگر نقش مکمل مرد                                     | فراماشین                            | نامزدشده  |        |
| ۲۰۱۵ | حلقه منتقدان فیلم لندن                                         | بهترین بازیگر نقش مکمل مرد                                     | فراماشین                            | نامزدشده  | [ ۱۰ ] |
| ۲۰۱۶ | جایزه گلدن گلوب                                                | بهترین بازیگر در مینی‌سریال/فیلم                                | یک قهرمان نشان بده (Show Me a Hero) | برنده     |        |
| ۲۰۱۶ | جایزه ستلایت                                                   | بهترین بازیگر در مینی‌سریال/فیلم                                | یک قهرمان نشان بده (Show Me a Hero) | نامزدشده  |        |
| ۲۰۱۶ | جایزه تلویزیونی به انتخاب منتقدان                              | بهترین بازیگر در مینی‌سریال/فیلم                                | یک قهرمان نشان بده (Show Me a Hero) | نامزدشده  |        |
| ۲۰۱۷ | انجمن منتقدان فیلم سن دیگو                                     | بهترین بازیگر نقش مکمل مرد                                     | سابربیکن                            | نامزدشده  |        |
| ۲۰۲۱ | UK انجمن فیلم                                                  | بهترین بازیگر مرد                                              | The Letter Room                     | برنده     | [ ۱۱ ] |
| ۲۰۲۱ | جوایز گاتهام                                                   | بهترین بازیگر نقش اول مرد                                      | شمارنده کارت                        | نامزدشده  | [ ۱۲ ] |
| ۲۰۲۱ | جامعه منتقدان فیلم دیترویت                                     | بهترین بازیگر مرد                                              | شمارنده کارت                        | نامزدشده  | [ ۱۳ ] |
| ۲۰۲۱ | حلقه منتقدان فیلم فلوریدا                                      | بهترین بازیگر مرد                                              | شمارنده کارت                        | نامزدشده  | [ ۱۴ ] |
| ۲۰۲۱ | جایزه انجمن روزنامه نگاران فیلم ایندیانا                       | بهترین بازیگر مرد                                              | شمارنده کارت                        | برنده     | [ ۱۵ ] |
| ۲۰۲۱ | حلقه منتقدین فیلم دوبلین                                       | بهترین بازیگر مرد                                              | شمارنده کارت                        | 3rd place | [ ۱۶ ] |
| ۲۰۲۲ | جامعه آنلاین منتقدان فیلم                                      | بهترین بازیگر مرد                                              | شمارنده کارت                        | نامزدشده  | [ ۱۷ ] |
| ۲۰۲۲ | جایزه منتقدین فیلم پاریس                                       | بهترین بازیگر مرد                                              | شمارنده کارت                        | نامزدشده  | [ ۱۸ ] |
| ۲۰۲۲ | حلقه منتقدان فیلم لندن                                         | جایزه بهترین بازیگر سال                                        | شمارنده کارت                        | نامزدشده  | [ ۱۹ ] |
| ۲۰۲۲ | جوایز گلدن گلوب                                                | جایزه گلدن گلوب بهترین بازیگر مرد مینی سریال یا فیلم تلویزیونی | صحنه هایی از یک ازدواج              | نامزدشده  | [ ۲۰ ] |
| ۲۰۲۲ | جوایز انجمن بازیگران سینما                                     | بهترین بازیگر مرد                                              | صحنه هایی از یک ازدواج              | نامزدشده  | [ ۲۱ ] |